# Коптєв Віктор Анатолійович
Віктор Анатолійович Коптєв (нар. 11 липня 1960, Ужгород, Україна) — український живописець-сюрреаліст; член Спілки художників України з 1992 року.

## Життєпис
Народився 11 липня 1960 року в місті Ужгород в сім'ї художника Анатолія Коптєва. Брат Галини Коптєвої.
У 1984 році закінчив факультет промислового мистецтва Харківського художньо-промислового інституту. Викладачі з фаху: С. Бережной, І. Остапенко.
З 1992 року член Національної спілки художників України.
Живе і працює в Іспанії.

## Творчий доробок
Від 1986 року учасник всеукраїнських мистецьких виставок. Роботи художника зберігаються в Миколаївському художньому музеї імені В. В. Верещагіна, Лондонському музеї світового авангарду, приватних колекціях в Україні і за кордоном.

### Вибрані твори
- «Космічна розмова» (1988);
- «Нашестя Півдня на Північ» (1989);
- «Річкове кохання» (1992);
- «На початку нової ери» (1993);
- «Поцілунок у часі» (1994);
- «Божества початку і кінця Бугу та Інгулу» (1996);
- «Ізвійо» (1997).

### Виставки
- Республіканська виставка молодих художників: «Тривожний ранок» (1986);
- Республіканська виставка «Молодість країни»: «До побачення дитинство» (1987);
- Республіканська виставка «Людина і світ»: «Трансцендентна кохання» (1989);
- Республіканська виставка, присвячена І з'їзду Спілки художників України: «Річкове кохання» (1992).